# Prestito vitalizio ipotecario
Il prestito vitalizio ipotecario è una particolare tipologia di finanziamento senza rate, destinato a persone fisiche con più di 60 anni di età con un titolo di proprietà su un immobile residenziale.

## Storia
In Gran Bretagna il prodotto è stato lanciato nel 1999 ed è noto con le definizioni di lifetime mortgage o di equity release. Dalla sua nascita il prodotto si è rapidamente diffuso in tutto il mondo anglosassone (Gran Bretagna, Irlanda, Canada, Australia e Stati Uniti d'America, dove è noto con la definizione di reverse mortgage).
Dal dicembre del 2005 il prestito vitalizio ipotecario è stato introdotto anche in Italia con l'art. 11-quaterdecies del decreto-legge n. 203/2005, come introdotto dalla legge di conversione n. 248/2005, che stabilisce che: "Il prestito vitalizio ipotecario ha per oggetto la concessione da parte di aziende ed istituti di credito nonché da parte di intermediari finanziari, di cui all'articolo 106 del testo unico di cui al decreto legislativo 1º settembre 1993, n. 385, di finanziamenti a medio e lungo termine con capitalizzazione annuale di interessi e spese, e rimborso integrale in unica soluzione alla scadenza, assistiti da ipoteca di primo grado su immobili residenziali, riservati a persone fisiche con età superiore ai 65 anni compiuti."
Il 6 maggio 2015 è entrata in vigore la Legge n. 44 del 2 aprile 2015, integrata tramite il Decreto attuativo nº226 del 22 dicembre 2015, che disciplina il prestito vitalizio ipotecario sostituendo il comma 12 dell'articolo 11-quaterdecies del decreto-legge n. 203/2005. Tra le modifiche apportate vi è, in primis, l'abbassamento del requisito anagrafico per ottenere un prestito vitalizio, abbassando l'età minima richiesta dai 65 anni agli attuali 60 anni.
Il Consiglio di Stato ha espresso parere positivo dalla Sezione consultiva per gli atti normativi nell'adunanza in data 8 ottobre 2015.
Il 23 dicembre 2015 il Ministro dello Sviluppo Economico ha firmato il regolamento che definisce le direttive di attuazione del prestito ipotecario vitalizio. Il regolamento attuativo fa riferimento alla legge del 2 aprile 2015, n. 44 e precisa le modalità e i criteri di erogazione del finanziamento, i metodi di pagamento, l'importo del prestito, le spese e gli interessi capitalizzati annualmente. Disciplina, inoltre, i casi e le formalità che comportano una riduzione del valore del mercato dell'immobile.
Il 16 febbraio 2016 la Corte dei Conti ha registrato il regolamento nella Gazzetta Ufficiale (GU n.38 del 16-2-2016). Il provvedimento è entrato in vigore il 2 marzo 2016.

## Funzionamento
Il prestito vitalizio è un finanziamento a lungo termine assistito da ipoteca di primo grado sull'immobile di residenza. Il finanziamento è ideato in modo tale da non prevedere rimborsi di alcun tipo, nemmeno per gli interessi, fino alla morte del contraente (ovvero, se cointestato a una coppia di ultra sessantenni, con la scomparsa del coniuge più longevo). Spese e interessi vengono capitalizzati e sono dovuti solo a scadenza. Il rimborso, a meno di rimborso volontario anticipato da parte del sottoscrittore, è a carico degli eredi. Il prestito non prevede quindi il pagamento di alcuna rata per tutta la sua durata, ma capitale e interessi sono capitalizzati fino a scadenza e maturano interessi.
La legge (44/15) prevede una tutela (nota nel mondo anglosassone come "no negative equity guarantee") che limita il valore del debito a carico degli eredi al valore di realizzo dell'immobile dato in garanzia: in tal caso è la società finanziaria che si accolla l'eventuale debito eccedente rinunciando a rivalersi nei confronti degli eredi a condizione che il rimborso avvenga a fronte della vendita dell'immobile per tramite di un curatore indipendente ed a prezzo di mercato.

### In Italia
La legge attuale riconosce come soggetti autorizzati a erogare il finanziamento banche nonché intermediari finanziari, di cui all'articolo 106 del Testo Unico Bancario: sono cioè autorizzati a erogare il finanziamento sia banche sia finanziarie regolarmente iscritte a termini di legge nei rispettivi registri pubblici.
L'importo del prestito è generalmente compreso tra un minimo del 15% e un massimo del 50% del valore dell'immobile dipendentemente dall'età del mutuatario (più alta l'età, maggiore l'importo del finanziamento) e dal valore dell'immobile. Il valore dell'immobile è normalmente determinato con una perizia realizzata da un perito immobiliare su indicazione del soggetto finanziatore.
Nel contesto Italiano sono previste diverse tipologie di prestiti vitalizi tra le quali il sottoscrittore può scegliere:
- Erogazione unica - nessuna rata di rimborso: in questo caso gli interessi non sono pagati e quindi capitalizzano
- Erogazione unica - rate di rimborso degli interessi: in questo caso gli interessi sono pagati periodicamente e quindi non si accumulano e non capitalizzano
- Erogazione progressiva - nessuna rata: l'importo è erogato progressivamente sotto forma di capitale; in questo caso gli interessi che maturano non vengono pagati e quindi capitalizzano

Il prestito vitalizio deve essere rimborsato in un'unica soluzione dagli eredi e/o aventi causa, normalmente entro i 10-12 mesi successivi alla scomparsa del più longevo dei contraenti. Gli eredi hanno due possibilità: se vogliono conservare l'abitazione, possono rimborsare con la liquidità a loro disposizione, oppure l'abitazione potrà essere venduta e quanto dovuto a fronte del finanziamento rimborsato con il ricavato della vendita.
Qualora non ci fossero eredi, o questi non procedessero al rimborso, il finanziamento viene estinto con la vendita dell'immobile, ma sempre allo scadere dei 12 mesi dalla data di scadenza del finanziamento.
La Legge attuale prevede diversi casi di rimborso integrale, ossia in un'unica soluzione, del prestito vitalizio ipotecario, e cioè:
- Al decesso del proprietario intestatario del finanziamento, salva la possibilità per gli eredi di intervenire per estinguere il debito e acquisire per successione la proprietà dell'immobile.
- Al  trasferimento, in parte o in tutto, della proprietà o di altri diritti reali o di godimento sull'immobile dato in garanzia.
- Quando vengono compiuti atti che riducono significativamente il valore dell'immobile, inclusa la costituzione di diritti reali di garanzia a favore di terzi che vanno a gravare sull'immobile stesso.
- Quando vengono compiute omissioni nella cura e nella manutenzione tali da determinare la revoca dell'abitabilità.
- Nel caso in cui siano apportate modifiche all'immobile senza accordo col finanziatore.
- Qualora altri soggetti, dopo la stipula, prendano residenza nell'immobile, ad eccezione dei familiari (limitatamente a figli, convivente o coniuge) del soggetto finanziato, oltre che di personale prestatore di assistenza.
- Nel caso in cui l'immobile subisca procedimenti conservativi o esecutivi per oltre il 20% del proprio valore.

Qualora, a distanza di 12 mesi dal verificarsi di una di queste tre condizioni, il finanziamento non venisse rimborsato, la banca o l'istituto finanziario che elargisce il finanziamento, può vendere l'immobile al valore di mercato, valore che si decurta del 15% per ogni dodici mesi, sino al momento della vendita. La legge 44/15 prevede una tutela per gli eredi, diffusa anche in altri paesi europei (conosciuta come "non negative equity guarantee"): nel caso in cui la vendita dell'immobile da parte del creditore non sia sufficiente a estinguere il debito, agli eredi è rimessa la restante parte del debito. Al contrario, nel caso in cui l'importo derivante dalla vendita sia superiore al debito da estinguere, la differenza è riconosciuta agli eredi o aventi causa.
Per lo più sono ammesse tutte le tipologie di immobili residenziali, ma il prestito viene normalmente rifiutato in presenza di immobili di bassa rivendibilità o in presenza di rischi ambientali. Il prestito vitalizio ipotecario non viene quindi generalmente concesso a fronte di:
- Rustici e immobili non residenziali;
- Immobili in zone a elevato rischio sismico, a meno di idonea copertura assicurativa;
- Immobili gravati da vincoli artistici, paesistici o idrogeologici o senza concessione edilizia;
- Immobili edificati su zone concesse dai comuni ex lege n. 167/1962;
- Immobili gravati di ipoteca, fatta salva l'ipotesi di cancellazione dell'ipoteca preesistente.

La nuova normativa (D.Lgs 22 dicembre 2015, n. 226), prevede che siano le banche a decidere le diverse tipologie di prestito ipotecario vitalizio e i rispettivi tassi di interesse da applicare. Sarà infatti possibile concordare con l'istituto di credito, al momento della stipula, le modalità di erogazione e di pagamento degli interessi.
La normativa introduce una nuova modalità di tutela dei mutuatari permettendo l'intestazione del prestito ad entrambi i richiedenti, anche a conviventi, oltre che ai coniugi. Le banche dovranno, inoltre, garantire trasparenza e certezza dell'importo degli interessi maturati e di tutte le spese a carico del mutuatario.
La legge sul prestito vitalizio ipotecario prevede che l'immobile è venduto a un valore pari a quello di mercato (dopo 12 rate non pagate, superando i precedenti 7 previsti dal TUB, che è una legge del 1993):

(Legge 2 aprile 2015, n. 44, che modifica comma 12-quater art. 11-quaterdecies d.l. 203/2005)
Il Consiglio Nazionale del Notariato, congiuntamente a 14 Associazioni dei Consumatori, ha pubblicato un Vademacum per far conoscere meglio il Prestito Vitalizio (https://www.notariato.it/sites/default/files/Foglio%20informativo%20PVI%202018-def.pdf). 

## Rischi connessi al prodotto
Data la natura ipotecaria della garanzia sul prestito, al momento della firma del contratto l'immobile non può essere venduto (a meno del preventivo rimborso del prestito), non può essere soggetto a modifiche sostanziali, deve essere mantenuto in buono stato di conservazione (è spesso richiesto da parte dall'istituto erogante l'invio di una comunicazione annuale con specifiche informazioni riguardanti l'immobile) e non ne è possibile la locazione e l'affitto.
Qualora, alla scadenza dei dodici mesi successivi alla scomparsa del contraente, gli eredi si trovassero nell'impossibilità di rimborsare il prestito potrebbero rischiare di perdere la proprietà dell'abitazione dato che potrebbero non essere in grado di risarcire in un'unica soluzione una somma pari alla capitalizzazione composta sul capitale prestato e sugli interessi maturati: questo perché il prestito vitalizio è uno strumento finanziario che prevede l'anatocismo, ovvero la maturazione di interessi anche sugli interessi già scaduti; in pratica, gli interessi maturati sul prestito producono a loro volta altri interessi, causando una crescita esponenziale del debito.

## Riferimenti Bibliografici
"Il Prestito Vitalizio, Funzionamento e caratteristiche del "mutuo al contrario" per over 65" è il titolo del libro scritto nel 2010 da Palolo Buzzonetti e Claudio Pacella ed edito dal Il Sole 24 ORE. ISBN 978-88-6345-110-8
"Il Prestito Vitalizio. Funzionamento e caratteristiche del "mutuo al contrario" per over 60" è la nuova edizione del libro edito da Il Sole24Ore, scritta da Claudio Pacella e Umberto Filotto nel 2016 ISBN 978-88-6345-614-1